# Championnats du monde de course en ligne de canoë-kayak de 1987
Navigation
Édition précédente Édition suivante
Les vingt-et-unièmes championnats du monde de course en ligne de canoë-kayak se sont déroulés à Duisbourg (Allemagne) en 1987.

## Podiums

### Hommes

#### Canoë
| Epreuve     | Or                                           | Temps | Argent                                      | Temps | Bronze                                        | Temps |
| C-1 500 m   | Olaf Heukrodt (GDR)                          |       | Petr Prochazka (TCH)                        |       | Attila Szabó (HUN)                            |       |
| C-1 1000 m  | Olaf Heukrodt (GDR)                          |       | Martin Marinov (BUL)                        |       | Ivan Klementiev (URS)                         |       |
| C-1 10000 m | Ivan Sabjan (YUG)                            |       | Zsolt Bohács (HUN)                          |       | Takhir Kamaletdinov (URS)                     |       |
| C-2 500 m   | Pologne Marek Lbik Marek Dopierala           |       | Union soviétique Yuriy Gurin Valeriy Veshko |       | Tchécoslovaquie Petr Prochazka Alon Lochinsky |       |
| C-2 1000 m  | Union soviétique Yuriy Gurin Valeriy Veshko  |       | Pologne Marek Lbik Marek Dopierala          |       | Allemagne de l'Est Ulrich Papke Ingo Spelly   |       |
| C-2 10000 m | Danemark Arne Nielsson Christian Frederiksen |       | HUN Robert Ridig Pál Pétervári              |       | Royaume-Uni Andrew Train Stephen Train        |       |

#### Kayak
| Epreuve     | Or                                                                                | Temps | Argent                                                                             | Temps | Bronze                                                                            | Temps |
| K-1 500 m   | Paul MacDonald (NZL)                                                              |       | Andreas Stähle (GDR)                                                               |       | Attila Szabó (TCH)                                                                |       |
| K-1 1000 m  | Greg Barton (USA)                                                                 |       | Ferenc Csipes (HUN)                                                                |       | Morten Ivarsen (NOR)                                                              |       |
| K-1 10000 m | Greg Barton (USA)                                                                 |       | Attila Szabó (TCH)                                                                 |       | Einar Rasmussen (NOR)                                                             |       |
| K-2 500 m   | HUN Ferenc Csipes László Fidel                                                    |       | Nouvelle-Zélande Ian Ferguson Paul MacDonald                                       |       | Suède Per-Inge Bengtsson Karl-Axel Sundqvist                                      |       |
| K-2 1000 m  | Nouvelle-Zélande Ian Ferguson Paul MacDonald                                      |       | France Philippe Boccara Pascal Boucherit                                           |       | Allemagne de l'Est Thomas Gähme Thomas Vaske                                      |       |
| K-2 10000 m | France Philippe Boccara Pascal Boucherit                                          |       | Danemark Thor Nielsen Lars Koch                                                    |       | HUN Ferenc Csipes Sándor Hódosi                                                   |       |
| K-4 500 m   | Union soviétique Aleksandr Matushenko Sergey Kirsanov Arturas Veta Viktor Denisov |       | Pologne Robert Chwialkoksi Kazimierz Krzyżański Grzegorz Krawców Wojech Kurpiewski |       | Allemagne de l'Ouest Reiner Scholl Thomas Pfrang Volker Kreutzer Thomas Reineck   |       |
| K-4 1000 m  | HUN Zsolt Gyulay Ferenc Csipes László Fidel Zoltán Kovács                         |       | Suède Per-Inge Bengtsson Lars-Erik Moberg Karl-Axel Sundqvist Bengt Andersson      |       | Union soviétique Aleksandr Matushenko Sergey Kirsanov Arturas Veta Viktor Denisov |       |
| K-4 10000 m | Norvège Harald Amundsen Arne Slettsjø Morten Ivarsen Arne Johan Alemland          |       | HUN Zoltán Berkes Zoltán Böjti László Nieberl Kálmán Petrovics                     |       | Allemagne de l'Ouest Gilber Schneider Oliver Kegel Carsten Lömker Thomas Reineck  |       |

### Femmes

#### Kayak
| Epreuve   | Or                                                                            | Temps | Argent                                                 | Temps | Bronze                                                                                   | Temps |
| K-1 500 m | Birgit Schmidt-Fischer (GDR)                                                  |       | Izabela Dylewska (POL)                                 |       | Agneta Andersson (SWE)                                                                   |       |
| K-2 500 m | Allemagne de l'Est Birgit Schmidt Anke Nothnagel                              |       | Pays-Bas Annemiek Derckx Anna Wood                     |       | BUL Ogniana Petkova Ivanka Mueriva                                                       |       |
| K-4 500 m | Allemagne de l'Est Birgit Schmidt Anke Nothnagel Ramona Portwich Ines Rudolph |       | HUN Erika Géczi Rita Köbán Katalin Povazsan Éva Rakusz |       | Union soviétique Irina Salomykova Olga Slapina Guinara Zharafutdinova Engole Nareviciute |       |

## Tableau des médailles
| Rang  | Nation               | Or | Argent | Bronze | Total |
| ----- | -------------------- | -- | ------ | ------ | ----- |
| 1     | Allemagne de l'Est   | 5  | 1      | 2      | 8     |
| 2     | HUN                  | 2  | 5      | 2      | 9     |
| 3     | Union soviétique     | 2  | 1      | 4      | 7     |
| 4     | Nouvelle-Zélande     | 2  | 1      | 0      | 3     |
| 5     | États-Unis           | 2  | 0      | 0      | 2     |
| 6     | Pologne              | 1  | 3      | 0      | 4     |
| 7     | Danemark             | 1  | 1      | 1      | 3     |
| 8     | France               | 1  | 1      | 0      | 2     |
| 9     | Norvège              | 1  | 0      | 1      | 2     |
| 10    | Yougoslavie          | 1  | 0      | 0      | 1     |
| 11    | Tchécoslovaquie      | 0  | 2      | 2      | 4     |
| 12    | Suède                | 0  | 1      | 2      | 3     |
| 13    | Pays-Bas             | 0  | 1      | 0      | 1     |
| 14    | BUL                  | 0  | 1      | 1      | 2     |
| 15    | Allemagne de l'Ouest | 0  | 0      | 2      | 2     |
| 16    | Royaume-Uni          | 0  | 0      | 1      | 1     |
| Total | Total                | 18 | 18     | 18     | 54    |